# Mira Furlan
Mira Furlan (Zagreb, 7 de septiembre de 1955 - Los Ángeles, 20 de enero de 2021) fue una cantante y actriz de cine, teatro y televisión de la antigua Yugoslavia. Residía en Estados Unidos, donde se hizo relativamente conocida por el papel de Delenn, la embajadora Minbari, en la serie televisiva de ciencia ficción Babylon 5.

## Biografía
Furlan nació en el seno de una familia judía en Zagreb, por ese tiempo parte de la antigua Yugoslavia (en la actualidad, la capital de la República de Croacia). Fue miembro del Teatro Nacional Croata y apareció con frecuencia en películas y televisión yugoslava incluyendo la obra ganadora del Festival de Cannes, Papá está en viaje de negocios (1985).
Debido a las circunstancias políticas en su tierra natal, emigró a Estados Unidos junto a su marido, Goran Gajic, en noviembre de 1991. 
Participó en unas 25 películas, incluida la coproducción El camino del sur (1988) y en las series televisivas Babylon 5 y Lost, interpretando a Delenn y Danielle Rousseau, respectivamente.
Furlan murió en su casa de Los Ángeles el 20 de enero de 2021, a la edad de 65 años, después de haber sufrido complicaciones de la fiebre del Nilo Occidental en el tiempo previo a su muerte. Tras su muerte, el director de teatro Ivica Buljan del Teatro Nacional de Croacia emitió una disculpa en nombre del teatro por el trato que le dieron a Furlan a principios de la década de 1990. Una semana después, el semanario croata Globus emitió otra disculpa por publicar tres  artículos que atacaban a la actriz en 1992 y que tuvieron un papel esencial en la campaña de desprestigio público.

## Filmografía

### Cine
| Año  | Título                         | Papel         | Notas |
| ---- | ------------------------------ | ------------- | ----- |
| 1985 | Horvatov izbor                 | Eva Horvatek  |       |
| 1985 | Papá está en viaje de negocios | Ankica Vidmar |       |
| 1986 | The Beauty of Vice             | Jaglika       |       |
| 1988 | Brothers by Mother             | Vranka        |       |
| 1988 | El Camino del Sur              | Bessi         |       |
| 2008 | The Tour                       | Sonja         |       |
| 2010 | Cirkus Columbia                | Lucija        |       |
| 2010 | The Abandoned                  | Cica          |       |
| 2013 | Twice Born                     | Velida        |       |
| 2014 | Sa mamom                       | Jasna         |       |
| 2020 | Pred nama                      | Jovana        | Corto |
| 2021 | Burning at Both Ends           | Agnes         |       |
| 2021 | SAVA                           | Sava (voz)    |       |

### TV
| Year      | Title                        | Role                            | Notes                                                                | Ref |
| --------- | ---------------------------- | ------------------------------- | -------------------------------------------------------------------- | --- |
| 1990–1991 | A Better Life                | Finka Pašalić                   |                                                                      |     |
| 1993–1998 | Babylon 5                    | Delenn                          | Papel principal                                                      |     |
| 1997      | Spider-Man                   | Silver Sable                    | Voz                                                                  |     |
| 2004–2010 | Lost                         | Danielle Rousseau               | Rol recurrente (Temporadas 1–4) Invitada (Temporada 6): 22 episodios |     |
| 2008      | The Storks Will Return       | Jagoda                          |                                                                      |     |
| 2009      | NCIS                         | Dina Risi                       | "South by Southwest", Temporada 6, Episodio 17                       |     |
| 2010      | Najbolje godine              | Violeta                         | Invitada (Temporada 2): 25 episodios                                 |     |
| 2016-2017 | Just Add Magic               | La Viajante                     | 6 episodios                                                          |     |
| 2020      | Just Add Magic: Mystery City | La Viajante                     | Just Add Volume                                                      |     |
| 2020      | Space Command                | Vonn Odara/Evelynn 'Vonn' Odara | 5 episodios                                                          |     |
| 2021      | Arcane                       | Babette                         | Voz                                                                  |     |

### Videojuegos
| Year | Title                     | Role              | Notes                                                    |
| ---- | ------------------------- | ----------------- | -------------------------------------------------------- |
| 2015 | Payday 2                  | La Carnicera      | Voz e imagen, apareció también en el tráiler live action |
| 2020 | Beyond Blue               | Irina             |                                                          |
| 2020 | Mafia: Definitive Edition | Voces adicionales |                                                          |